# ハビエル・フェルナンデス
ハビエル・フェルナンデス・ロペス（スペイン語: Javier Fernández López, 1991年4月15日 - ）は、スペインの元フィギュアスケート選手（男子シングル）。マドリード出身。
主要な戦績は、2018年平昌オリンピック銅メダル、世界選手権2連覇（2015年・2016年）、2014年ソチオリンピック4位、2010年バンクーバーオリンピック14位、欧州選手権7連覇（2013–2019年）など。
ISUジャッジングシステムのもとに開催された国際大会において、ショートプログラムで100点、フリースケーティングで200点、トータルスコアで300点超えを達成した史上2人目の男子選手である。

## 人物・経歴

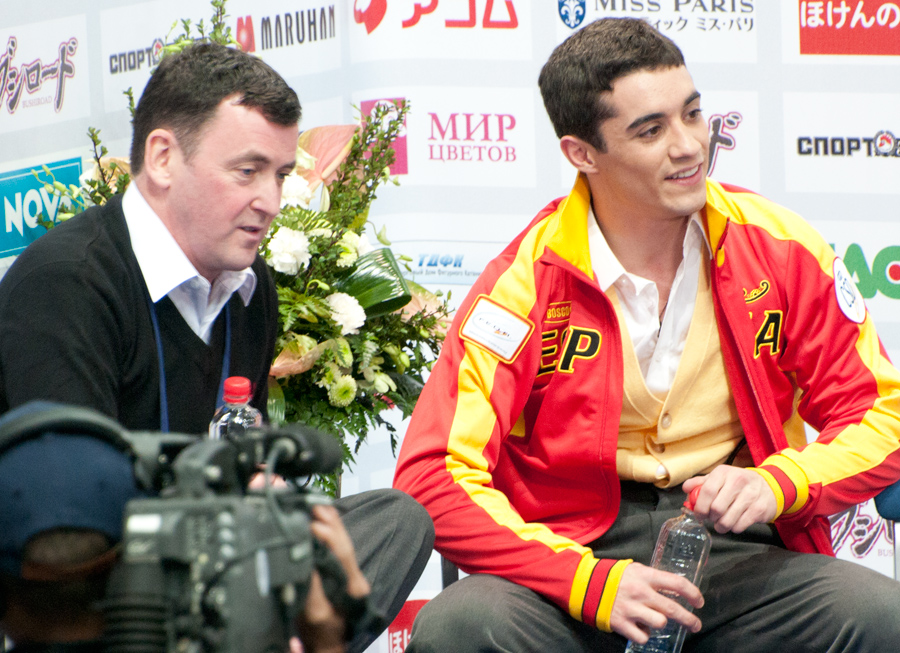
フェルナンデスとブライアン・オーサーコーチ
(2011年ロステレコム杯にて)

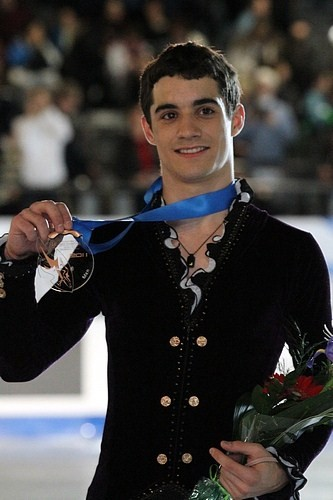
2011グランプリファイナル

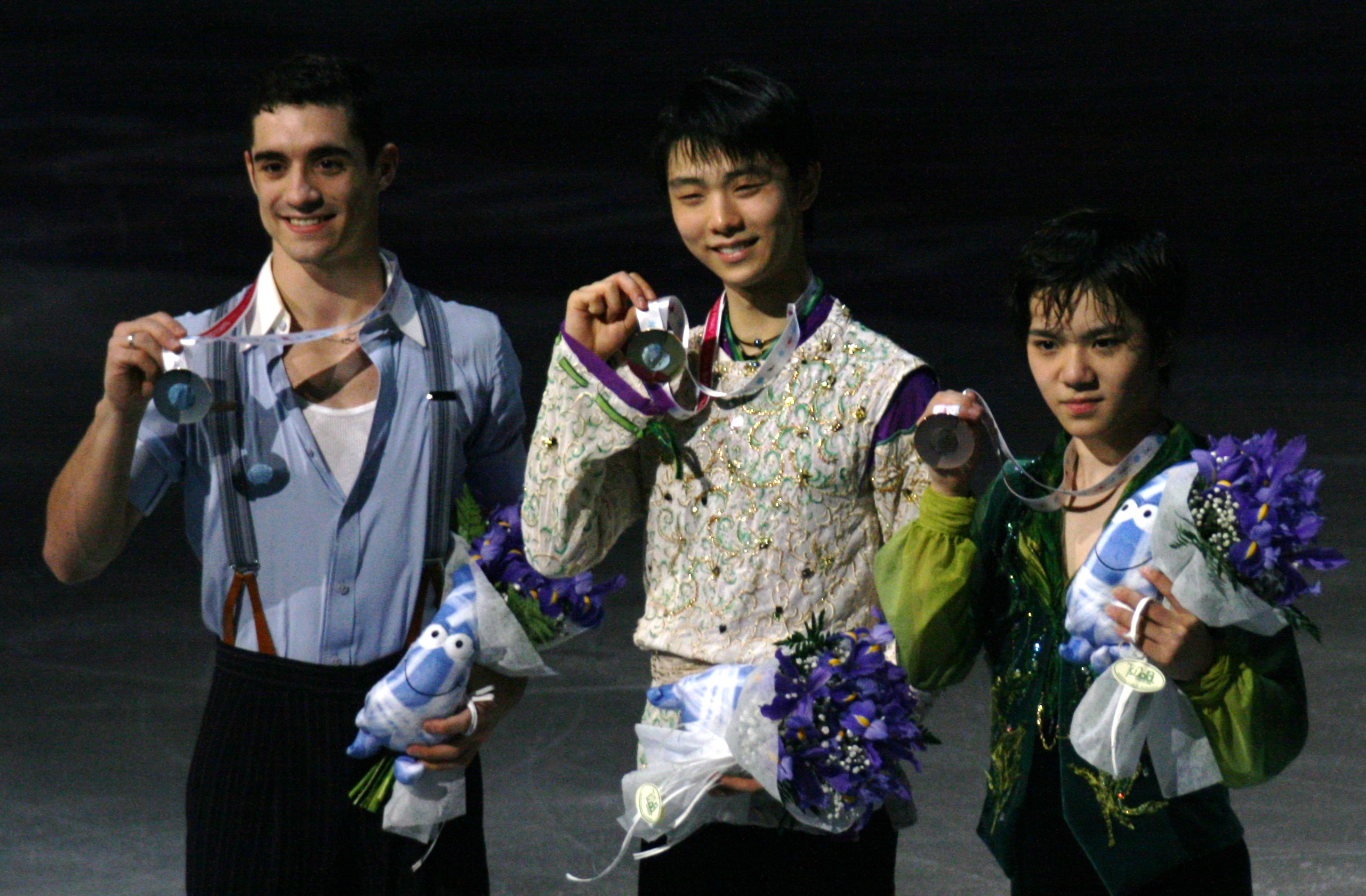
2015/2016 ISUグランプリファイナル銀メダル(左)

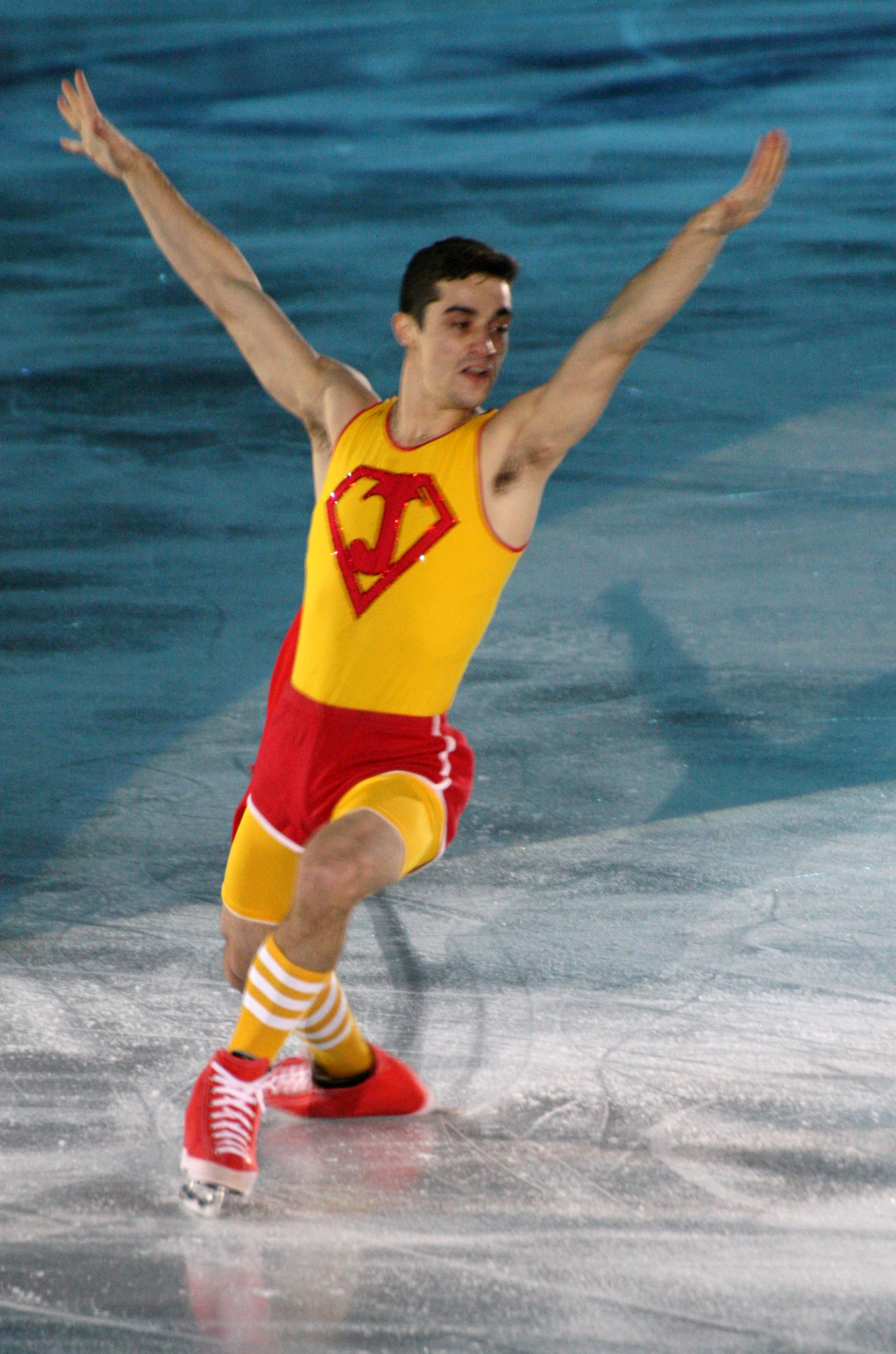
2015年グランプリファイナルのエキシビション

姉のラウラが始めたのをきっかけに6歳でフィギュアスケートを始める。2006年以来スペイン男子シングル競技の第一人者である。スペイン選手権ではジュニアクラスでの優勝を続けたが、この間に男子シングルでシニアクラスの競技者はのべ一名しかおらず、フェルナンデスなどジュニアクラスの選手のほうがはるかに高いスコアを記録していた。
4回転はトウループとサルコウの2種類を跳ぶ事ができ、2011年の世界選手権フリースケーティングでは、サルコウにターンが入ったものの、両方を成功させた。
2008年、当時17歳だったフェルナンデスはニコライ・モロゾフのサマートレーニングキャンプに参加し、モロゾフにアメリカに渡ってトレーニングをしないかと誘われたことをきっかけに、ニュージャージー州ハッケンサックに拠点を移し、モロゾフに師事する。その1年半後、モロゾフがアメリカを離れてロシアに帰ることにしたため、モスクワやラトビア、イタリアなど世界各地のリンクを数か月ごとに移動しながら練習することになり、拠点の定まらない生活に疲弊したと語っている。
2009-2010シーズン、オリンピック初出場のバンクーバー五輪では14位。翌で2011年、満足な指導を与えてくれないとして、コーチをニコライ・モロゾフからブライアン・オーサーに変更。
2011-2012シーズン、スケートカナダで2位となり、初めてグランプリシリーズの表彰台に立った。さらにロステレコム杯でも2位となったことで、スペイン人として初めてグランプリファイナルに進出した。ファイナルでも2種類の4回転ジャンプをすべてクリーンに決め、3位と好成績を収めた。しかし、続く欧州選手権ではFSでジャンプミスが相次ぎ、6位に終わった。世界選手権では5位以内に入ることを目標とし、SPで5位に付けるも、FSでスタミナ切れからミスが目立ち14位と失速し、9位に後退した。
2012-2013シーズン、スケートカナダで優勝。スペイン人のフィギュアスケート競技において、ISU主催の大会での初の金メダルとなった。グランプリファイナルではパトリック・チャンに僅か0.04点及ばずメダルを逃すも、FSでは3度の4回転ジャンプに成功した。3度の4回転ジャンプに成功したのは2006年ロシア杯でブライアン・ジュベールが達成して以来6年ぶり、5人目である。欧州選手権ではSPでは2位だったが、FSで逆転し優勝。スペイン人初めての欧州王者に輝いた。世界選手権ではSPで7位と出遅れたがFSで挽回して総合3位に。スペイン人で初めてとなる世界選手権の銅メダルを手にした。
2013-2014シーズン、2013年NHK杯で5位、ロステレコム杯3位で、3年連続のGPファイナル進出はならず。その後のスペイン選手権で3年連続優勝、続く欧州選手権で2年連続優勝を果たし、2大会連続五輪代表となる2014年ソチオリンピック選出となった。そのソチ五輪・男子シングル（個人戦）のSPは3位につけた。しかしFSでは終盤の3サルコウがシークエンス扱い・4回目のコンビネーションとなるザヤックルール違反を犯してしまい、無得点になるミスが響き総合4位入賞に。総合3位のデニス・テンとは僅か1.18のポイント差で、惜しくも五輪メダル獲得はならなかった。世界選手権ではSPで自己ベストを更新し2位、FSでは3ルッツのコンボが1ルッツとなるミス等で順位を落とすも、トータルスコアで自己ベストをマークし総合3位、2年連続で銅メダルを獲得した。
2014-2015シーズン、スケートカナダで2位、ロステレコム杯ではグランプリシリーズ2勝目を果たす。地元スペインのバルセロナで開催されたグランプリファイナルではSPで5位と出遅れるも、FSで挽回し銀メダルを獲得した。欧州選手権ではアレクサンドル・ファデーエフ以来26年ぶりの3連覇を達成した。世界選手権ではスペイン人の選手としては初めて金メダルを獲得した。
2015-2016シーズン、中国杯、ロステレコム杯とグランプリシリーズで初めて連勝。2年連続で地元スペイン開催となったグランプリファイナルでは、FSで初めて200点を超えるなどし、前年と同じく羽生結弦に次ぎ銀メダルを獲得した。スペイン選手権のSPでは自身初の2度の4回転ジャンプに成功した。欧州選手権ではSPで自身初めて国際大会で100点を突破し1位。FSでも1位となりトータルスコアでは自身初めて300点を超えた。2位に60点以上の差をつけて圧勝し、オンドレイ・ネペラ以来44年ぶりの4連覇を達成した。世界選手権では、SPで12.04点の差をつけられ2位スタート。FSでは全てのジャンプをクリーンにランディング。振付・音楽の解釈の2項目で10.00点満点を得る高評価で逆転優勝を果たした。
2016-2017シーズン、グランプリシリーズを連勝するも、グランプリファイナルでは4位となり、表彰台を逃した。欧州選手権では5連覇を果たした。世界選手権はSPで自己ベストを更新し首位に立つも、FSのジャンプが乱れ4位に順位を落とし、5年ぶりにメダルを逃した。
2017-2018シーズン、3大会連続五輪出場となる平昌オリンピック（個人戦）では、SPでほぼ完璧な演技を披露し、羽生結弦に次ぐ2位につけた。FSでは、中盤での4回転サルコウが2回転に抜けてしまったが、3位入賞を果たして念願だった五輪初の銅メダルを獲得した。現役続行を表明したものの、1か月後の世界選手権へは出場を辞退した。
2018年11月、2019年1月開催の欧州選手権を最後に引退することを表明した。同大会では7連覇を達成し、1929年～1936年に8連覇したカール・シェーファーに次ぐ男子シングル歴代2位の記録を以って競技生活を締めくくった。

## 主な戦績
- 2009-2010シーズンから

| 大会/年              | 2009-10 | 2010-11 | 2011-12 | 2012-13 | 2013-14 | 2014-15 | 2015-16 | 2016-17 | 2017-18 | 2018-19 | 2019-20 |
| -------------------- | ------- | ------- | ------- | ------- | ------- | ------- | ------- | ------- | ------- | ------- | ------- |
| 冬季オリンピック     | 14      |         |         |         | 4       |         |         |         | 3       |         |         |
| 世界選手権           | 12      | 10      | 9       | 3       | 3       | 1       | 1       | 4       | 欠場    |         |         |
| 欧州選手権           | 8       | 9       | 6       | 1       | 1       | 1       | 1       | 1       | 1       | 1       |         |
| スペイン選手権       | 1       | 2       | 1       | 1       | 1       | 1       | 1       | 1       | 1       |         |         |
| GPファイナル         |         |         | 3       | 4       |         | 2       | 2       | 4       |         |         |         |
| GPフランス杯         | 11      |         |         |         |         |         |         | 1       | 1       |         |         |
| GPロステレコム杯     |         | 9       | 2       |         | 3       | 1       | 1       | 1       |         |         |         |
| GP中国杯             |         |         |         |         |         |         | 1       |         | 6       |         |         |
| GPスケートカナダ     |         | 5       | 2       | 1       |         | 2       |         |         |         |         |         |
| GP NHK杯             |         |         |         | 4       | 5       |         |         |         |         |         |         |
| CSオータムクラシック |         |         |         |         |         |         |         |         | 1       |         |         |
| フィンランディア杯   |         |         |         | 3       |         |         |         |         |         |         |         |
| ネーベルホルン杯     |         |         | 4       |         |         |         |         |         |         |         |         |
| ニース杯             | 3       | 5       |         |         |         |         |         |         |         |         |         |
| メラーノ杯           | 1       |         |         |         |         |         |         |         |         |         |         |
| 団体戦               |         |         |         |         |         |         |         |         |         |         |         |
| ジャパンオープン     |         |         |         |         |         |         |         |         |         |         | 1       |

- 2008-2009シーズンまで

| 大会/年                  | 2003-04 | 2004-05 | 2005-06 | 2006-07 | 2007-08 | 2008-09 |
| ------------------------ | ------- | ------- | ------- | ------- | ------- | ------- |
| 世界選手権               |         |         |         | 35      | 30      | 19      |
| 欧州選手権               |         |         |         | 27      | 18      | 11      |
| NRW杯                    |         |         |         |         |         | 3       |
| ゴールデンスピン         |         |         |         |         | 13      |         |
| 世界Jr.選手権            |         |         |         |         | 13      |         |
| スペイン選手権           |         |         | 2 J     | 1 J     | 1 J     | 1 J     |
| JGPマドリード杯          |         |         |         |         |         | 4       |
| JGPメキシコ杯            |         |         |         |         |         | 6       |
| JGPジョン・カリー記念    |         |         |         |         | 11      |         |
| JGPタリン杯              |         |         |         |         | 9       |         |
| JGP ハーグ               |         |         |         | 23      |         |         |
| ガルデナスプリング杯     |         |         |         | 5 J     |         |         |
| ユーロユースオリンピック |         |         |         | 4 J     |         |         |
| ニース杯                 |         |         |         | 5 J     |         |         |
| トリグラフトロフィー     |         |         | 4 N     |         |         |         |
| メラーノ杯               | 3 N     | 3 N     |         |         |         |         |

### 詳細
| 2018-2019 シーズン   |                                                      |         |          |          |
| 開催日               | 大会名                                               | SP      | FS       | 結果     |
| 2019年1月21日 - 27日 | 2019年ヨーロッパフィギュアスケート選手権（ミンスク） | 3 91.84 | 1 179.75 | 1 271.59 |

| 2017-2018 シーズン    |                                                                |          |          |          |
| 開催日                | 大会名                                                         | SP       | FS       | 結果     |
| 2018年2月16日 - 17日  | 平昌オリンピック（平昌）                                       | 2 107.58 | 4 197.66 | 3 305.24 |
| 2018年1月15日 - 21日  | 2018年ヨーロッパフィギュアスケート選手権（モスクワ）           | 1 103.82 | 1 191.73 | 1 295.55 |
| 2017年12月15日 - 17日 | スペインフィギュアスケート選手権（ハカ）                       | 1 107.73 | 1 180.57 | 1 288.30 |
| 2017年11月17日 - 19日 | ISUグランプリシリーズ フランス国際（グルノーブル）             | 1 107.86 | 2 175.85 | 1 283.71 |
| 2017年11月3日 - 5日   | ISUグランプリシリーズ 中国杯（北京）                           | 3 90.57  | 6 162.49 | 6 253.06 |
| 2017年9月20日 - 23日  | ISUチャレンジャーシリーズ オータムクラシック（ピエールフォン） | 2 101.20 | 1 177.87 | 1 279.07 |

| 2016-2017 シーズン     |                                                          |          |          |          |
| 開催日                 | 大会名                                                   | SP       | FS       | 結果     |
| 2017年3月27日 - 4月2日 | 2017年世界フィギュアスケート選手権（ヘルシンキ）         | 1 109.05 | 6 192.14 | 4 301.19 |
| 2017年1月25日 - 29日   | 2017年ヨーロッパフィギュアスケート選手権（オストラヴァ） | 1 104.25 | 1 190.59 | 1 294.84 |
| 2016年12月16日 - 18日  | スペインフィギュアスケート選手権（ビエーリャ）           | 1 99.39  | 1 201.56 | 1 300.95 |
| 2016年12月8日 - 11日   | 2016/2017 ISUグランプリファイナル（マルセイユ）          | 3 91.76  | 4 177.01 | 4 268.77 |
| 2016年11月11日 - 13日  | ISUグランプリシリーズ フランス杯（パリ）                 | 1 96.57  | 1 188.81 | 1 285.38 |
| 2016年11月4日 - 6日    | ISUグランプリシリーズ ロステレコム杯（モスクワ）         | 2 91.55  | 1 201.43 | 1 292.98 |

| 2015-2016 シーズン     |                                                            |          |          |          |
| 開催日                 | 大会名                                                     | SP       | FS       | 結果     |
| 2016年3月26日 - 4月3日 | 2016年世界フィギュアスケート選手権（ボストン）             | 2 98.52  | 1 216.41 | 1 314.93 |
| 2016年1月25日 - 31日   | 2016年ヨーロッパフィギュアスケート選手権（ブラチスラヴァ） | 1 102.54 | 1 200.23 | 1 302.77 |
| 2015年12月19日 - 20日  | スペインフィギュアスケート選手権（サン・セバスティアン）   | 1 104.68 | 1 191.29 | 1 295.97 |
| 2015年12月9日 - 13日   | 2015/2016 ISUグランプリファイナル（バルセロナ）            | 2 91.52  | 2 201.43 | 2 292.95 |
| 2015年11月20日 - 22日  | ISUグランプリシリーズ ロステレコム杯（モスクワ）           | 2 86.99  | 1 184.44 | 1 271.43 |
| 2015年11月6日 - 8日    | ISUグランプリシリーズ 中国杯（北京）                       | 1 93.19  | 1 177.36 | 1 270.55 |
| 2015年10月3日          | 2015年ジャパンオープン（さいたま）                         | -        | 2 176.24 | 3 団体   |

| 2014-2015 シーズン       |                                                            |         |          |          |
| 開催日                   | 大会名                                                     | SP      | FS       | 結果     |
| 2015年3月23日 - 29日     | 2015年世界フィギュアスケート選手権（上海）                 | 2 92.74 | 2 181.16 | 1 273.90 |
| 2015年1月26日 - 2月1日   | 2015年ヨーロッパフィギュアスケート選手権（ストックホルム） | 1 89.24 | 1 173.25 | 1 262.49 |
| 2014年12月19日 - 21日    | スペインフィギュアスケート選手権（グラナダ）               | 1 87.06 | 1 168.05 | 1 255.11 |
| 2014年12月11日 - 14日    | 2014/2015 ISUグランプリファイナル（バルセロナ）            | 5 79.18 | 2 174.72 | 2 253.90 |
| 2014年11月14日 - 16日    | ISUグランプリシリーズ ロステレコム杯（モスクワ）           | 1 93.92 | 1 171.09 | 1 265.01 |
| 2014年10月31日 - 11月2日 | ISUグランプリシリーズ スケートカナダ（ケロウナ）           | 1 86.36 | 2 158.51 | 2 244.87 |
| 2014年10月4日            | 2014年ジャパンオープン（さいたま）                         | -       | 2 155.47 | 1 団体   |

| 2013-2014 シーズン    |                                                        |         |          |          |
| 開催日                | 大会名                                                 | SP      | FS       | 結果     |
| 2014年3月24日 - 30日  | 2014年世界フィギュアスケート選手権（さいたま）         | 2 96.42 | 3 179.51 | 3 275.93 |
| 2014年2月6日 - 22日   | ソチオリンピック（ソチ）                               | 3 86.98 | 5 166.94 | 4 253.92 |
| 2014年1月13日 - 19日  | 2014年ヨーロッパフィギュアスケート選手権（ブダペスト） | 1 91.56 | 1 175.55 | 1 267.11 |
| 2013年12月19日 - 21日 | スペインフィギュアスケート選手権（ハカ）               | 1 97.91 | 1 187.66 | 1 285.57 |
| 2013年11月22日 - 24日 | ISUグランプリシリーズ ロステレコム杯（モスクワ）       | 3 81.87 | 5 145.12 | 3 226.99 |
| 2013年11月8日 - 10日  | ISUグランプリシリーズ NHK杯（東京）                    | 2 84.78 | 8 145.67 | 5 230.45 |
| 2013年10月5日         | 2013年ジャパンオープン（さいたま）                     | -       | 1 176.91 | 3 団体   |

| 2012-2013 シーズン    |                                                      |         |          |          |
| 開催日                | 大会名                                               | SP      | FS       | 結果     |
| 2013年3月10日 - 17日  | 2013年世界フィギュアスケート選手権（ロンドン）       | 7 80.76 | 4 168.30 | 3 249.06 |
| 2013年1月21日 - 27日  | 2013年ヨーロッパフィギュアスケート選手権（ザグレブ） | 2 88.80 | 1 186.07 | 1 274.87 |
| 2012年12月14日 - 16日 | スペインフィギュアスケート選手権（マハダオンダ）     | 1 79.02 | 1 149.76 | 1 228.78 |
| 2012年12月6日 - 9日   | 2012/2013 ISUグランプリファイナル（ソチ）            | 5 80.19 | 1 178.43 | 4 258.62 |
| 2012年11月23日 - 25日 | ISUグランプリシリーズ NHK杯（利府）                  | 3 86.23 | 5 146.55 | 4 232.78 |
| 2012年10月26日 - 28日 | ISUグランプリシリーズ スケートカナダ（ウィンザー）   | 1 85.87 | 1 168.07 | 1 253.94 |
| 2012年10月4日 - 7日   | 2012年フィンランディア杯（エスポー）                 | 1 80.77 | 3 154.43 | 3 235.20 |

| 2011-2012 シーズン     |                                                            |         |           |          |
| 開催日                 | 大会名                                                     | SP      | FS        | 結果     |
| 2012年3月26日 - 4月1日 | 2012年世界フィギュアスケート選手権（ニース）               | 5 81.87 | 14 144.00 | 9 225.87 |
| 2012年1月23日 - 29日   | 2012年ヨーロッパフィギュアスケート選手権（シェフィールド） | 4 80.11 | 7 142.15  | 6 222.26 |
| 2011年12月17日 - 18日  | スペインフィギュアスケート選手権（ハカ）                   | 1 63.68 | 1 154.06  | 1 217.74 |
| 2011年12月8日 - 11日   | 2011/2012 ISUグランプリファイナル（ケベック・シティー）    | 3 81.26 | 4 166.29  | 3 247.55 |
| 2011年11月25日 - 27日  | ISUグランプリシリーズ ロステレコム杯（モスクワ）           | 4 78.50 | 1 163.13  | 2 241.63 |
| 2011年10月28日 - 30日  | ISUグランプリシリーズ スケートカナダ（ミシサガ）           | 1 84.71 | 2 165.62  | 2 250.33 |
| 2011年9月20日 - 24日   | 2011年ネーベルホルン杯（オーベルスドルフ）                 | 6 66.87 | 4 137.59  | 4 204.46 |

| 2010-2011 シーズン     |                                                      |          |           |           |
| 開催日                 | 大会名                                               | SP       | FS        | 結果      |
| 2011年4月24日 - 5月1日 | 2011年世界フィギュアスケート選手権（モスクワ）       | 14 69.16 | 10 149.10 | 10 218.26 |
| 2011年1月24日 - 30日   | 2011年ヨーロッパフィギュアスケート選手権（ベルン）   | 11 60.48 | 7 139.17  | 9 199.65  |
| 2010年12月17日 - 19日  | スペインフィギュアスケート選手権（バルセロナ）       | 1 71.50  | 2 120.63  | 2 192.13  |
| 2010年11月19日 - 21日  | ISUグランプリシリーズ ロステレコム杯（モスクワ）     | 8 66.46  | 10 117.60 | 9 184.06  |
| 2010年10月29日 - 31日  | ISUグランプリシリーズ スケートカナダ（キングストン） | 6 66.74  | 4 144.11  | 5 210.85  |
| 2010年10月13日 - 17日  | 2010年ニース杯（ニース）                             | 6 66.88  | 4 132.43  | 5 199.31  |

| 2009-2010 シーズン    |                                                      |          |           |           |
| 開催日                | 大会名                                               | SP       | FS        | 結果      |
| 2010年3月22日 - 28日  | 2010年世界フィギュアスケート選手権（トリノ）         | 13 71.65 | 10 144.01 | 12 215.66 |
| 2010年2月12日 - 28日  | バンクーバーオリンピック（バンクーバー）             | 16 68.69 | 10 137.99 | 14 206.68 |
| 2010年1月18日 - 24日  | 2010年ヨーロッパフィギュアスケート選手権（タリン）   | 13 66.50 | 6 138.33  | 8 204.83  |
| 2009年12月12日 - 13日 | スペインフィギュアスケート選手権（マハダオンダ）     | 1 65.55  | 1 119.59  | 1 185.14  |
| 2009年11月14日 - 15日 | 2009年メラーノ杯（メラーノ）                         | 4 64.70  | 1 134.17  | 1 198.87  |
| 2009年11月4日 - 8日   | 2009年ニース杯（ニース）                             | 11 53.75 | 1 130.58  | 3 184.33  |
| 2009年10月15日 - 18日 | ISUグランプリシリーズ エリック・ボンパール杯（パリ） | 10 60.56 | 11 109.60 | 11 170.16 |

| 2008-2009 シーズン   |                                                        |          |           |           |
| 開催日               | 大会名                                                 | SP       | FS        | 結果      |
| 2009年3月23日 - 29日 | 2009年世界フィギュアスケート選手権（ロサンゼルス）     | 20 63.75 | 19 119.80 | 19 183.55 |
| 2009年1月19日 - 25日 | 2009年ヨーロッパフィギュアスケート選手権（ヘルシンキ） | 12 65.75 | 11 117.16 | 11 182.91 |
| 2008年12月5日 - 7日  | 2008年NRW杯（ドルトムント）                            | 3 67.08  | 5 123.61  | 3 190.69  |
| 2008年9月24日 - 28日 | ISUジュニアグランプリ マドリード杯（マドリード）       | 10 45.20 | 3 111.98  | 4 157.18  |
| 2008年9月10日 - 14日 | ISUジュニアグランプリ メキシコ杯（メキシコシティ）     | 4 54.57  | 8 92.78   | 6 147.35  |

| 2007-2008 シーズン     |                                                            |          |           |           |
| 開催日                 | 大会名                                                     | SP       | FS        | 結果      |
| 2008年3月17日 - 23日   | 2008年世界フィギュアスケート選手権（ヨーテボリ）           | 30 47.87 | -         | 30        |
| 2008年2月25日 - 3月2日 | 2008年世界ジュニアフィギュアスケート選手権（ソフィア）     | 14 52.25 | 11 108.76 | 13 161.01 |
| 2008年1月21日 - 27日   | 2008年ヨーロッパフィギュアスケート選手権（ザグレブ）       | 16 51.94 | 17 102.16 | 17 154.10 |
| 2007年11月8日 - 11日   | 2007年ゴールデンスピン（ザグレブ）                         | 12 47.06 | 12 98.66  | 13 145.72 |
| 2007年10月18日 - 21日  | ISUジュニアグランプリ ジョン・カリー記念（シェフィールド） | 9 49.81  | 10 97.82  | 11 147.63 |
| 2007年9月20日 - 23日   | ISUジュニアグランプリ タリン杯（タリン）                   | 9 46.18  | 9 93.24   | 9 139.42  |

| 2006-2007 シーズン   |                                                                   |          |          |          |
| 開催日               | 大会名                                                            | SP       | FS       | 結果     |
| 2007年3月29日 - 30日 | 2007年ガルデナスプリング杯 ジュニアクラス（セルヴァ・ガルデーナ） | 7 45.11  | 5 86.63  | 5 131.74 |
| 2007年3月19日 - 25日 | 2007年世界フィギュアスケート選手権（東京）                        | 35 41.57 | -        | 35       |
| 2007年2月20日 - 22日 | ヨーロッパユースオリンピックフェスティバル（ハカ）                | 4 42.64  | 3 91.50  | 4 134.14 |
| 2007年1月22日 - 28日 | 2007年ヨーロッパフィギュアスケート選手権（ワルシャワ）            | 28 41.73 | -        | 28       |
| 2006年11月9日 - 12日 | 2006年ニース杯 ジュニアクラス（ニース）                           | 8 37.18  | 4 82.15  | 5 119.33 |
| 2006年10月5日 - 8日  | ISUジュニアグランプリ ハーグ（ハーグ）                            | 18 37.38 | 24 51.46 | 23 88.84 |

| 2005-2006 シーズン   |                                                           |         |         |          |
| 開催日               | 大会名                                                    | SP      | FS      | 結果     |
| 2006年4月12日 - 16日 | 2006年トリグラフトロフィー ノービスクラス（イェセニツェ） | 2 38.23 | 4 66.09 | 4 104.32 |

## プログラム使用曲
| シーズン  | SP | FS | EX |
| --------- | --- | --- | --- |
| 2018-2019 | マラゲーニャ 演奏：パコ・デ・ルシア ボーカル：プラシド・ドミンゴ 振付：アントニオ・ナハロ                                                                            | ラ・マンチャの男 作曲：ミッチ・リー 振付：デヴィッド・ウィルソン                                                                                       | Prometo 曲：Pablo Alborán |
| 2017-2018 | 映画『モダン・タイムス』より 作曲：チャールズ・チャップリン、アルフレッド・ニューマン 振付：デヴィッド・ウィルソン                                                   | ラ・マンチャの男 作曲：ミッチ・リー 振付：デヴィッド・ウィルソン                                                                                       | エアロビッククラス フラッシュダンス…ホワット・ア・フィーリング 作曲：ジョルジオ・モロダー フィジカル 曲：オリビア・ニュートン＝ジョン You Spin Me 'Round 曲：デッド・オア・アライヴ Holding Out for a Hero ボーカル：ボニー・タイラー I Want to Know What Love Is 曲：フォリナー オール・ナイト・ロング 曲：ライオネル・リッチー マニアック 曲：マイケル・センベロ 振付：カート・ブラウニング |
| 2016-2017 | マラゲーニャ 演奏：パコ・デ・ルシア ボーカル：プラシド・ドミンゴ 振付：アントニオ・ナハロ                                                                            | トラブル フィーバー 監獄ロック ボーカル：エルヴィス・プレスリー 振付：デヴィッド・ウィルソン                                                           | ダニー・ボーイ ボーカル：ダニー・マクダーモットBackground For Murder 映画『黒い罠』より 作曲：ヘンリー・マンシーニ 振付：カート・ブラウニング |
| 2015-2016 | マラゲーニャ 演奏：パコ・デ・ルシア ボーカル：プラシド・ドミンゴ 振付：アントニオ・ナハロ                                                                            | 映画『野郎どもと女たち』より ボーカル：フランク・シナトラ 振付：デヴィッド・ウィルソン                                                                 | Background For Murder 映画『黒い罠』より 作曲：ヘンリー・マンシーニ 振付：カート・ブラウニングLa Virgen de la Macarena 歌劇『カルメン』より 作曲：ジョルジュ・ビゼー 振付：宮本賢二Black Betty 曲：ラム・ジャム 振付：ジェフリー・バトルダニー・ボーイ ボーカル：ダニー・マクダーモット |
| 2014-2015 | Black Betty 曲：ラム・ジャム 振付：ジェフリー・バトル | 歌劇『セビリアの理髪師』より 序曲 町の何でも屋に 嵐の音楽 作曲：ジョアキーノ・ロッシーニ 振付：デヴィッド・ウィルソン                                  | When I Was Your Man 曲：ブルーノ・マーズ20 de abril 曲：Celtas CortosBackground For Murder 映画『黒い罠』より 作曲：ヘンリー・マンシーニ 振付：カート・ブラウニング |
| 2013-2014 | Satan Takes a Holiday 振付：デヴィッド・ウィルソン | テレビドラマ『ピーター・ガン』サウンドトラックより 作曲：ヘンリー・マンシーニ ハーレム・ノクターン 作曲：アール・ハーゲン 振付：デヴィッド・ウィルソン | エアロビッククラス フラッシュダンス…ホワット・ア・フィーリング 作曲：ジョルジオ・モロダー フィジカル 曲：オリビア・ニュートン＝ジョン You Spin Me 'Round 曲：デッド・オア・アライヴ Holding Out for a Hero ボーカル：ボニー・タイラー I Want to Know What Love Is 曲：フォリナー オール・ナイト・ロング 曲：ライオネル・リッチー マニアック 曲：マイケル・センベロ 振付：カート・ブラウニング |
| 2012-2013 | 映画『マスク・オブ・ゾロ』サウンドトラックより 作曲：ジェームズ・ホーナー 振付：デヴィッド・ウィルソン                                                               | チャーリー・チャップリンメドレー 振付：デヴィッド・ウィルソン                                                                                          | I Love Paris 演奏：ザ・ウィットネス Petit Fleur 演奏：アンリ・レネザ・レイジー・ソング ボーカル：ブルーノ・マーズ 振付：ジェフリー・バトルエアロビッククラス フラッシュダンス…ホワット・ア・フィーリング 作曲：ジョルジオ・モロダー フィジカル 曲：オリビア・ニュートン＝ジョン You Spin Me 'Round 曲：デッド・オア・アライヴ Holding Out for a Hero ボーカル：ボニー・タイラー I Want to Know What Love Is 曲：フォリナー オール・ナイト・ロング 曲：ライオネル・リッチー マニアック 曲：マイケル・センベロ 振付：カート・ブラウニング |
| 2011-2012 | I Love Paris 演奏：ザ・ウィットネス Petit Fleur 演奏：アンリ・レネ 振付：デヴィッド・ウィルソン                                                                      | 椿姫 シチリアの晩鐘 ナブッコ リゴレット 作曲：ジュゼッペ・ヴェルディ 振付：デヴィッド・ウィルソン                                                      | ザ・レイジー・ソング ボーカル：ブルーノ・マーズ 振付：ジェフリー・バトル |
| 2010-2011 | ある恋の物語 作曲：カルロス・エレータ・アルマラン ロシアアニメ『ヌー、パガジー!』より 振付：ニコライ・モロゾフ                                                       | 映画『パイレーツ・オブ・カリビアン/呪われた海賊たち』サウンドトラックより 作曲：クラウス・バデルト、ハンス・ジマー 振付：ニコライ・モロゾフ            | スウェイ ボーカル：マイケル・ブーブレ ロシアアニメ『Nu Pogodi』より |
| 2009-2010 | ジェームズ・ボンド 007メドレー映画『ザ・メキシカン』より 作曲：アラン・シルヴェストリ 映画『レジェンド・オブ・メキシコ/デスペラード』より 作曲：ロバート・ロドリゲス | 映画『パイレーツ・オブ・カリビアン/呪われた海賊たち』サウンドトラックより 作曲：クラウス・バデルト、ハンス・ジマー 振付：ニコライ・モロゾフ            | |
| 2008-2009 | Entre dos aguas 作曲：パコ・デ・ルシア | 映画『マトリックス』サウンドトラックより 作曲：ドン・デイヴィス                                                                                        | I Like The Way You Move 曲：Bodyrockers |
| 2007-2008 | 映画『レクイエム・フォー・ドリーム』サウンドトラックより 作曲：クリント・マンセル                                                                                    | 映画『ミッション』サウンドトラックより 作曲：エンニオ・モリコーネ                                                                                      | |
| 2006-2007 | 映画『ドラゴン/ブルース・リー物語』サウンドトラックより 作曲：ランディ・エデルマン                                                                                   | 映画『ゴッドファーザー』サウンドトラックより 作曲：ニーノ・ロータ 演奏：エドウィン・マートン                                                           | |